# 畿央大学
座標: 北緯34度32分47.7秒 東経135度43分24.1秒 / 北緯34.546583度 東経135.723361度
畿央大学（きおうだいがく、英語: Kio University）は、奈良県北葛城郡広陵町馬見中4-2-2に本部を置く日本の私立大学。1946年創立、2003年大学設置。

## 沿革
- 2003年 設立（健康科学部理学療法学科、健康生活学科）。桜井女子短期大学を短期大学部に。
- 2006年 教育学部現代教育学科を開設（短期大学部は募集停止）。
- 2007年 大学院健康科学研究科（修士課程）設置。
- 2007年 「健康科学研究所」設置。
- 2008年 健康科学部看護医療学科を開設。
- 2009年 大学院健康科学研究科（博士後期課程）開設。
- 2011年 大学院健康科学研究科に看護学分野を開講。
- 2012年 助産学専攻科を開設。
- 2012年 「現代教育研究所」開設。
- 2013年 「ニューロリハビリテーション研究センター」開設。
- 2014年 大学院教育学研究科を開設。健康科学部および教育学部の定員増。健康科学部健康栄養学科および教育学部現代教育学科のコース再編。
- 2019年 健康科学部理学療法学科、看護医療学科、人間環境デザイン学科の入学定員増。人間環境デザイン学科のコース改編。
- 2020年 教育学部現代教育学科コース改編。
- 2026年 健康工学部（仮称）開設予定、教育学部現代教育学科コース改編。

## 建学の精神
「徳をのばす」「知をみがく」「美をつくる」
（キャッチコピー）やさしさを「チカラ」に変える。

## 概要
理学療法士、看護師、保健師、助産師、管理栄養士、建築士や小学校教諭、幼稚園教諭、養護教諭、保育士などの「健康」と「教育」の有資格者・専門家を育成している。資格試験や就職に強く、就職率ランキング上位常連校である。クラス・ゼミナール担任とキャリアセンター、教採・公務員対策室の専門スタッフによる「ダブル担任制」をはじめとするきめ細やかなサポートが特徴。開学から18年間の全卒業生の就職決定率は99.3％。

## 学部・学科
- 健康科学部
  - 理学療法学科
  - 看護医療学科
  - 健康栄養学科【2年次にコース選択】
    - 臨床栄養コース
    - スポーツ栄養コース
    - 食品開発コース

  - 人間環境デザイン学科【2年次にコース選択】　※2026年4月建築デザイン学科へ改組転換
    - 建築・まちづくりコース
    - インテリアデザインコース
    - アパレル・造形コース
- 健康工学部（仮称）※2026年4月開設予定
  - 建築デザイン学科※人間環境デザイン学科から改組転換
    - 建築・まちづくりコース
    - インテリアデザインコース
    - アパレル・造形コース

  - 健康イノベーション学科
    - ウェルネスデザインモデル
    - データサイエンス・テクノロジーモデル
    - 社会実装・ビジネスモデル
- 教育学部
  - 現代教育学科【入学時にコース選択】
    - 学校教育コース
    - 幼児教育コース
    - 数学教育コース※2026年4月開設予定
    - 英語教育コース
    - 保健教育コース
- 助産学専攻科（1年課程）

## 大学院
- 健康科学研究科
  - 健康科学専攻（修士課程）
  - 健康科学専攻（博士後期課程）
- 教育学研究科
  - 教育実践学専攻（修士課程）

## 外部評価など

### 就職率ランキング
開設して10数年ながら「就職に強い大学」として評価されている。
- 朝日新聞出版発行『AERA』進学MOOK『就職力で選ぶ大学2018』の特集記事「2017年実就職率ランキング」で、畿央大学は関西4位だった（就職者数300人以上の国公私立大学）。就職者300人以上の就職率は9年連続で4位以内で推移している。
- 全卒業生12年間就職率は94.5％（就職決定率99.0％）  ※就職率94.5％=就職者４,023人÷（卒業者4,350人－大学院・専攻科進学者91人） ※就職決定率99.0%＝就職者4,023÷就職希望者4,063人

### その他のランキング
- 東洋経済新報社発行『週刊東洋経済』臨時増刊『本当に強い大学2016』の特集記事「本当に強い大学 総合ランキング」において、畿央大学が関西の私立大学で10位だった。国公立大学を含めると16位（全国では88位）。このランキングは「教育力」「就職力」「財務力」「国際力」の4つの視点から評価されたもの。

## キャンパスライフ
最寄り駅である五位堂駅（近鉄大阪線）からは路線バス5分、徒歩15分。同駅は大阪市南部のターミナル駅である難波駅、天王寺駅などから通学圏内であるため、学生の半数以上が大阪府出身で、9割が通学している。
大学の周辺は閑静な住宅地であり、大学の隣には高塚地区公園とショッピングセンター「エコール・マミ」がある。

## クラブ・サークル
- ビーチラグビー部Un lacheの女子チームが、2015年、2016年の全国大学選手権で2年連続の全国優勝を果たした。

その他、運動系・文化系合わせて約50の団体が登録されている。新入生の加入率は高く、例年7～8割が１つ以上のクラブ・サークルに所属し、学科・学年をこえて交流している。

## 対外関係

### 他大学との協定

#### 国内大学
- 放送大学学園と単位互換協定を結んでおり、放送大学で取得した単位を卒業に要する単位として認定することができる[1]

### 産学官連携
奈良県の地場産業である靴下の高機能化に協力している。